# 张执一
张执一（1911年—1983年5月11日），原名谨唐，湖北汉阳人，中国共产党、中华人民共和国官员。

## 生平
张执一于1927年加入中国共产主义青年团，1929年加入中国共产党。在武昌艺专和湖北乡村师范求学时即参加反帝大同盟工作。曾任中共武昌区行动委员会宣传委员、武昌农民行动委员会书记、共青团湖北省省委书记、中共武汉工委委员等。1932年被捕入狱。1935年出狱后前往上海。抗日战争期间历任中共鄂北特委书记、鄂西北区委书记，新四军豫鄂挺进纵队政治部联络部部长、第四支队政委、第五师第十五旅政治部主任，中共襄河地委书记等，并曾在第五战区张自忠部任少将参议。
抗战结束后担任中共上海市委委员、行动委员会书记，中共上海局文化工商统战委员会书记、外县工委书记、策反工委书记。他还组织领导了上海大学教授联谊会。
中华人民共和国成立后，担任中南局组织部长、武汉市副市长。后又任中南局常委、统战部长，中南军政委员会秘书长、中央民族事务委员会副主任等。1953年负责创办中南民族学院。次年起前往北京，曾任统战部副部长、全国政协副秘书长等职。文革后又出任统战部副部长。1983年在北京逝世。
妻子王曦，曾任北京师范大学原党委委员、图书馆馆长。儿子张鄂生又名张楚，曾任内蒙古卓资县县长等职务。